# پدهای گارود
پَدهای گارود (انگلیسی: Garrod's pads) یا پَدهای ویولن‌نوازان نوعی بیماری پوستی است که مشخصه‌اش تشکیل پینه در سطح پشتی مفصل‌های میان‌بندانگشتی دست است. این وضعیت همچون گردن ویولن‌زن و برخی بیماری‌های پوستی خاص بیشتر در نوازندگان ویولن، ویولا و ویولنسل دیده می‌شود (اغلب در انگشتان دست چپ). این بیماری جلدی نامش را از پزشک بریتانیایی آرچیبالد گارود می‌گیرد که نخستین بار در سال ۱۹۰۲ آن را در بیماران مبتلا به انقباض دوپویترن گزارش کرد. این بیماران ۴ برابر بیشتر از جمعیت عادی دچار پدهای گارود می‌شوند.